# Wojnicz
Wojnicz ist eine Stadt im Powiat Tarnowski in der Woiwodschaft Kleinpolen, Polen. Sie ist Sitz der gleichnamigen Stadt-und-Land-Gemeinde mit etwa 13.500 Einwohnern.

## Geographie
Wojnicz liegt 65 km östlichen von Krakau und 12 km südöstlich von Tarnów entfernt.
Durch die Stadt verlaufen die Droga krajowa 94 und die Droga wojewódzka 975.

## Geschichte

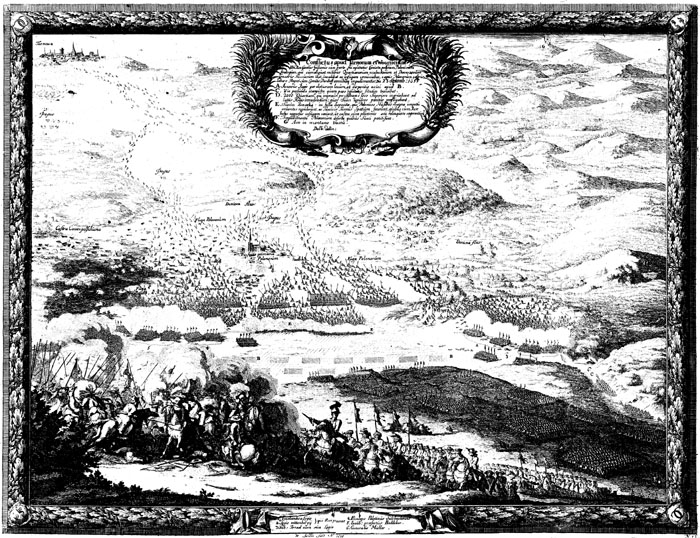
Schlacht bei Wojnicz 1655

Zum ersten Mal wurde Wojnicz 1217 urkundlich erwähnt. 1278 wird der Ort dann bereits als Stadt in Urkunden geführt. Im Zweiten Nordischen Krieg fand im Oktober 1655 eine polnisch-schwedische Schlacht bei Wojnicz statt. Bei der ersten Teilung Polens kam die Stadt unter österreichische Herrschaft. 1933 wurden die Dörfer Ratnawy und Zamoście eingemeindet. Die Stadt verlor mit Wirkung zum Januar 1935 ihr Stadtrecht, dies wurde Wojnicz am 1. Januar 2007 wiederzuerkannt, zwischenzeitlich war Wojnicz Sitz einer Gromada und einer Gmina. 1947 wurde eine Bibliothek in Wojnicz eingerichtet und 1973 dann das Haus der Kultur.
Von 1975 bis 1998 gehörte das Dorf zur Woiwodschaft Tarnów.

## Sehenswürdigkeiten

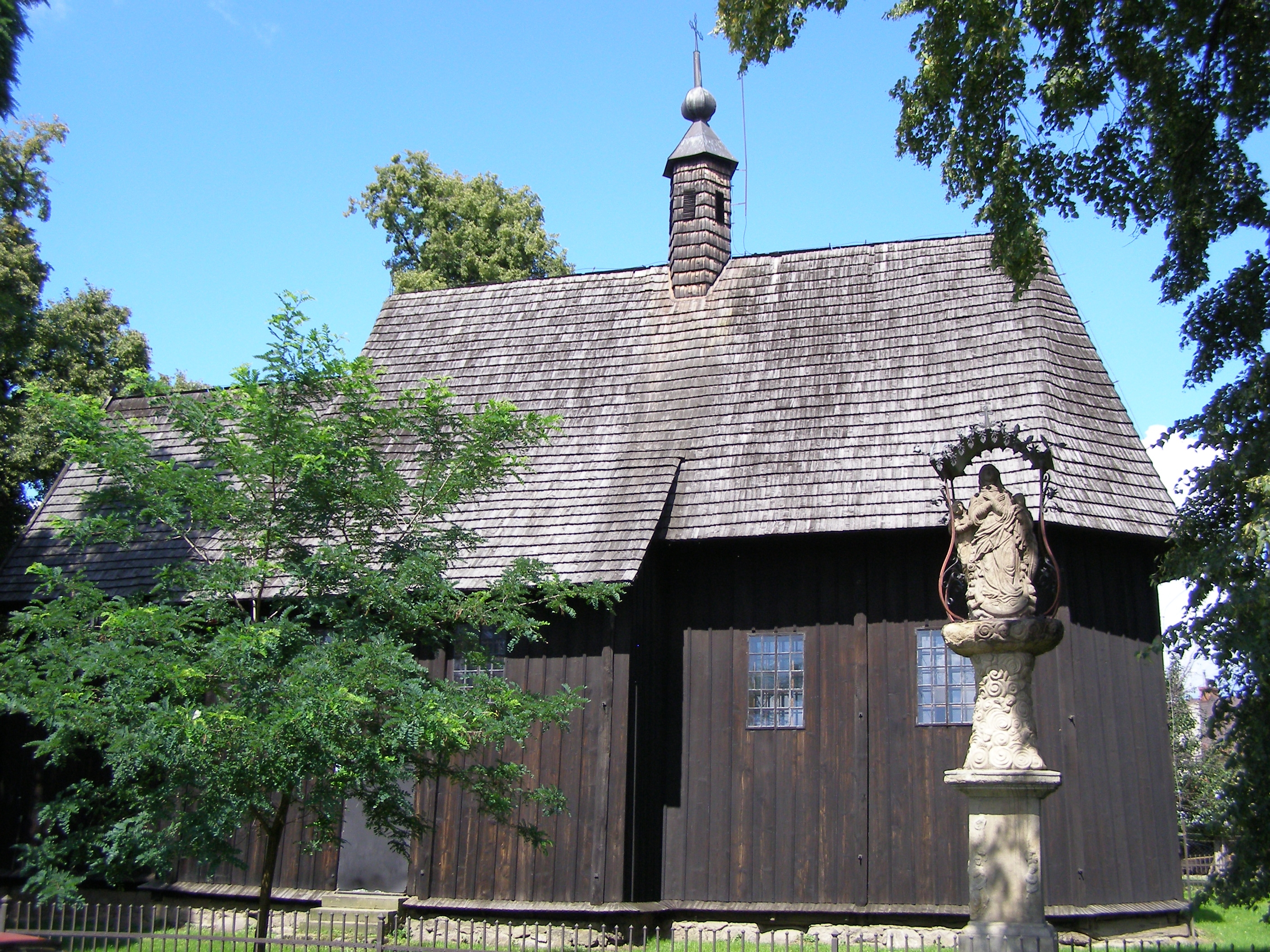
Kirche des Heiligen Leonhard.

Als Sehenswürdigkeit gilt die Holzkirche des Heiligen Leonardo aus dem 17. Jahrhundert.
Das Wappen der Stadt zeigt das Martyrium des Heiligen Laurentius.

## Gemeinde
Die Gemeinde hat eine Flächenausdehnung von 78 km² und umfasst neben der Stadt 15 Dörfer.